# Millennium

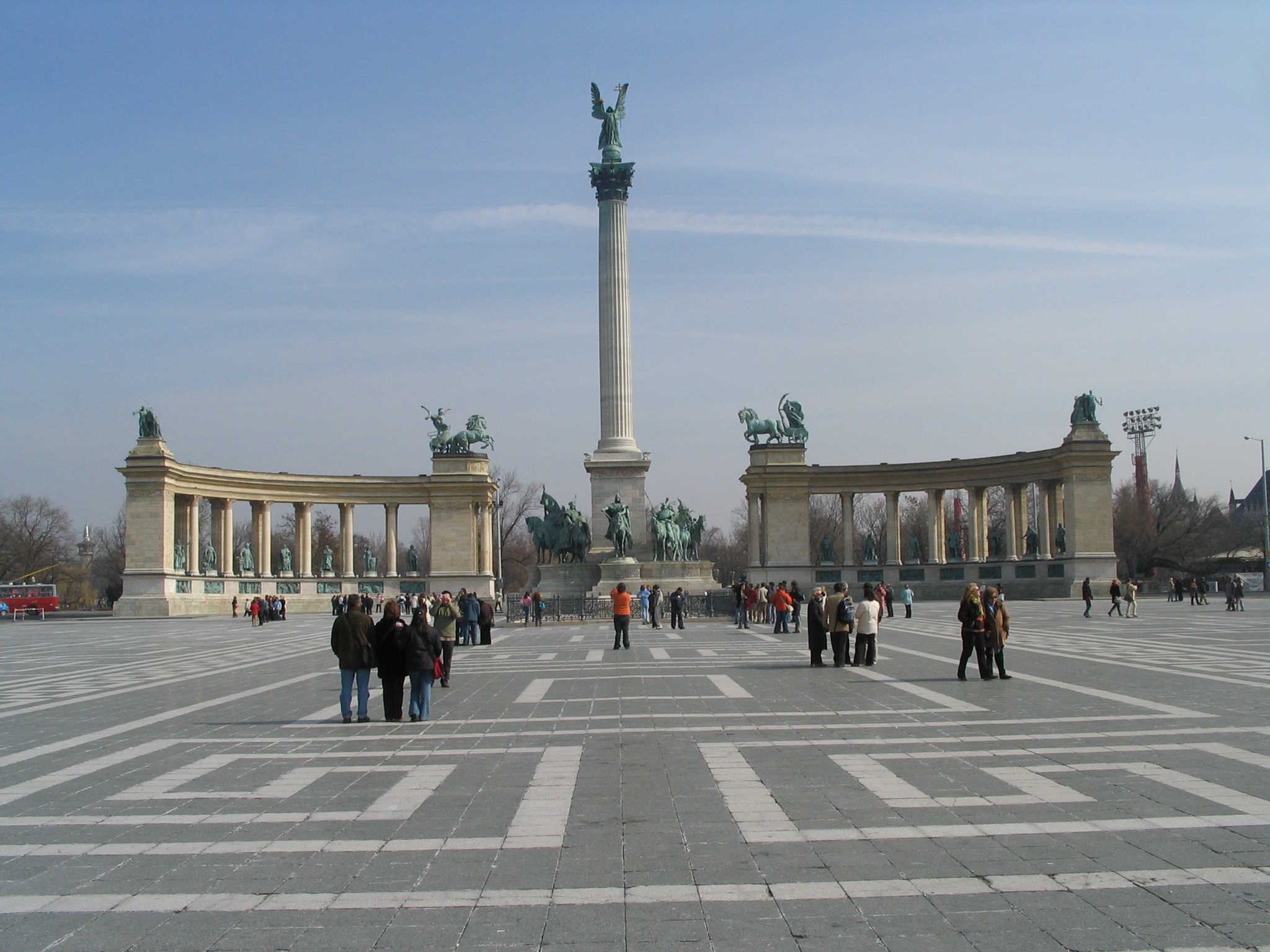
Millenniumi emlékmű, Budapest (1896)

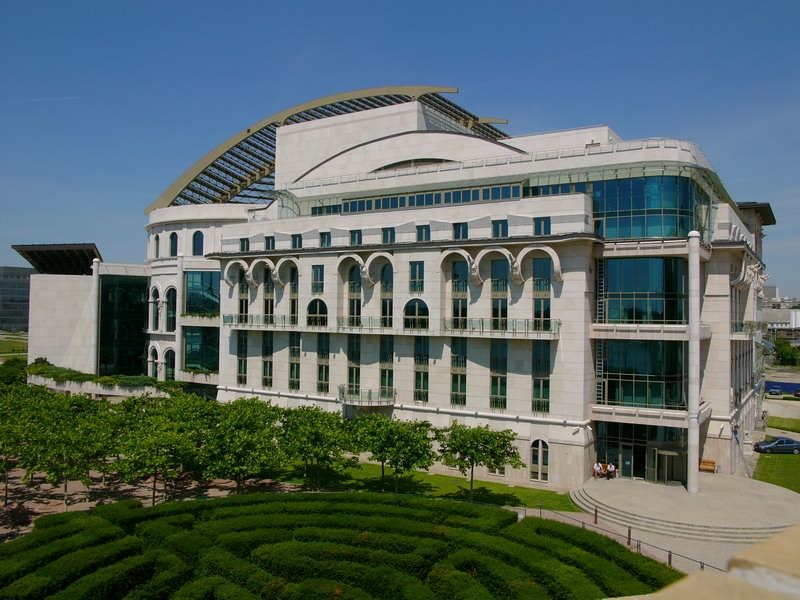
Nemzeti színház, Budapest (2001)

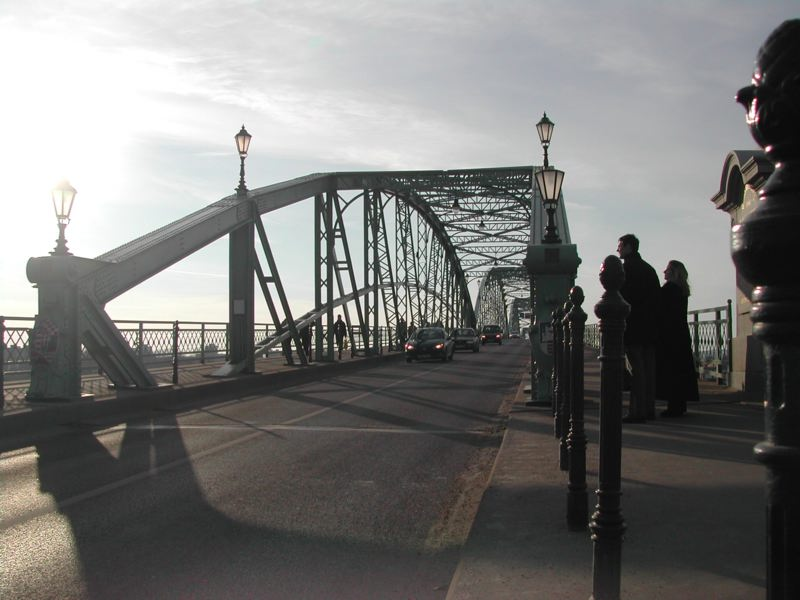
Mária Valéria híd, Esztergom (2001)

A millennium latin elnevezés, jelentése magyarul: évezred, ezredév, ezeréves évforduló. A millenáris jelentése: ezredévi, ezredéves.

## Évezred
Az évezred egy ezer évet felölelő időszak. Az időszámítás egyik általánosító egysége. Például az i.sz első évezred 1 és 1000 közötti, az i.sz második évezred az 1001 és 2000 közötti, az i.sz harmadik évezred a 2001 és 3000 közötti éveket jelenti.

### Ezredév a Bibliában
A jelenések könyve próféciájának leírásában találunk egy ezeréves időszakot. Ez az ezeréves időszak - amely a különböző értelmezéseknek megfelelően lehet szó szerinti vagy jelképes - a végső ítélet előtt van. A Biblia úgy tesz utalást rá, hogy ebben az időszakban Sátán "meg lesz kötözve" ezer esztendeig.

## Magyarország millenáris évfordulói
Magyarországon a honfoglalás és az államalapítás ezeréves évfordulóját ünnepelve jeles állami, egyházi és tudományos, kulturális rendezvényeket tartottak, tudományos és történelmi összefoglaló művek jelentek meg az ezredévek történelméről. Számos képzőművészeti alkotás és irodalmi mű készült a két alkalomból.

### 1896
Magyarország 1896-ban ünnepelte a honfoglalás ezeréves évfordulóját. A képviselőház 1896. április 21-én ünnepélyes ülésen tárgyalta és egybehangzóan elfogadta azt a törvényjavaslatot, mely az ezredéves ünnepet törvénykönyvbe iktatja, s a törvényt az 1896. június 8-ai ünnepélyes ülésen felolvastatni, az új országházban kőbe vésni rendeli.
1895. december 31-én éjfélkor Magyarország egész területén egyszerre megkondultak a harangok. Megkezdődött az egy esztendőn át tartó ünnepségsorozat, amellyel a magyarság állama fönnállásának 1000. évfordulóját köszöntötte. A viszontagságokkal teli, véráldozatokban és alkotómunkában gazdag évezred jogos büszkeséggel töltötte el a nemzetet. Elcsitultak a pártpolitikai és társadalmi küzdelmek is, csak a nemzetiségiek vezetői tiltakoztak a magyar egyeduralom megnyilatkozása ellen.
Különösen szép eredményeket könyvelhetett el az ünneplők nemzedéke. A kiegyezést követő három évtized alatt a feudalizmusból kilépett Magyarország modern európai állammá vált, szívében a világvárossá növekedett Budapesttel a fejlett nyugati országokhoz való teljes fölzárkózás küszöbére érkezett. Az ünnep fénye feledtette a jövő bizonytalanságát, az ellentéteket a Monarchián belül, és a Monarchia szaporodó ellenfeleit a határokon túl.

### 2000
Az államalapítás ezeréves évfordulója alkalmából a Magyar Köztársaság Országgyűlése megalkotta a 2000. évi I. törvényt Szent István államalapításának emlékéről és a Szent Koronáról. A „millenniumi év” 2000. január 1-jétől 2001. augusztus 20-ig tartott. A millenniumi ünnepségek keretében nyilvánították a pécsi ókeresztény sírkamrákat a világörökség részének, indult el az esztergomi vár újjáépítése, az Esztergomot és Párkányt összekötő Mária Valéria híd és a Nemzeti Színház felépítése és átadása.

## Évezredek listája
- i. e. 10. évezred
- i. e. 9. évezred
- i. e. 8. évezred
- i. e. 7. évezred
- i. e. 6. évezred
- i. e. 5. évezred
- i. e. 4. évezred
- i. e. 3. évezred
- i. e. 2. évezred
- i. e. 1. évezred
- 1. évezred
- 2. évezred
- 3. évezred
- 4. évezred
- 5. évezred
- 6. évezred
- 7. évezred
- 8. évezred
- 9. évezred
- 10. évezred